# Lissonota fuscipes
Lissonota fuscipes är en stekelart som först beskrevs av Cameron 1903.  Lissonota fuscipes ingår i släktet Lissonota och familjen brokparasitsteklar. Inga underarter finns listade i Catalogue of Life.